# 1708 en science
| Années de la science : 1705 - 1706 - 1707 - 1708 - 1709 - 1710 - 1711    |
| Décennies de la science : 1670 - 1680 - 1690 - 1700 - 1710 - 1720 - 1730 |

Cet article présente les faits marquants de l'année 1708 en science.

## Événements
- Septembre : John Keill, écrivant dans le journal de la Royal Society et avec l'accord probable d'Isaac Newton, accuse Gottfried Wilhelm Leibniz d'avoir plagié le calcul infinitésimal de Newton, entamant la controverse entre Leibniz et Newton[1].

## Publications
- Herman Boerhaave : Institutiones medicae, un des premiers ouvrages de physiologie.
- Bernard de Montfaucon : Palaeographia Graeca, à l'origine de le paléographie hellénique.

## Naissances

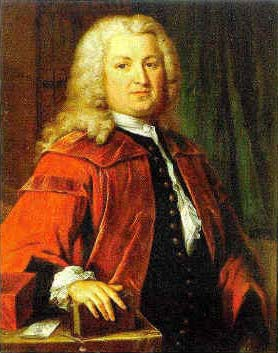
Albrecht von Haller

- 15 janvier : Giovanni Francesco Salvemini da Castiglione (mort en 1791), mathématicien et homme de lettres italien.
- 30 janvier : Georg Dionysius Ehret (mort en 1770), artiste, botaniste et entomologiste allemand.
- 20 juin : William Lewis (mort en 1781), chimiste et médecin anglais.
- 30 septembre : Jean Bertrand (mort en 1777), agronome et pasteur suisse.
- 16 octobre : Albrecht von Haller (mort en 1777),  médecin  et scientifique suisse, fondateur de la neurologie.
- 22 octobre : Fréderic Louis Norden (mort en 1742), explorateur danois.

## Décès
- 11 juin : Johan Flachsenius (né en 1636), mathématicien finlandais.
- 10 octobre : David Gregory (né en 1659), astronome écossais.
- 11 octobre : Ehrenfried Walter von Tschirnhaus (né en 1651), mathématicien allemand.
- 24 octobre : Seki Kowa (né vers 1640), mathématicien japonais.
- 28 décembre : Joseph Pitton de Tournefort (né en 1656), botaniste Français.